# جون هيرب
جون هيرب (بالإنجليزية: Jon Herb)‏ هو سائق سباق أمريكي، ولد في 1 يونيو 1970 في ميلواكي في الولايات المتحدة.